# Бэнд, Чарльз
Чарльз Роберт Бэнд (англ. Charles Robert Band; род. 27 декабря 1951, Лос-Анджелес, Калифорния, США) — американский продюсер, сценарист и кинорежиссёр, известный по независимым фильмам ужасов.

## Карьера
В начале 1980-х Чарльз Бэнд основал компанию Empire Pictures, первое упоминание о которой восходит к 1983 году, когда Бэнд искал финансирование для сиквела своего фильма «Паразит» на Каннском кинофестивале. В 1983 году снял низкобюджетный культовый фильм «Металлический шторм: Крах Джаред-Сина».
Первый коммерческий успех Empire Pictures состоялся в 1985 году с выпуском фильма «Гоблины», который собрал в прокате 35 миллионов долларов при бюджете в один миллион. Это открыло дорогу к показу в кинотеатрах таких хитов компании, как «Реаниматор» и «Трансеры».
Получив деньги, Бэнд купил Castello di Giove, замок 12-го века, расположенный в Джове, Италия. Замысел продюсера состоял в том, чтобы использовать замок как место для съемок и базу компании в Европе. В течение этого периода Empire Pictures также приобрела Dino de Laurentiis Cinematografica (студию, основанную Дино де Лаурентисом в 1946 году) за предложенные 20 000 000 долларов.
В 1986-м он был продюсером триллера «Затаившийся» режиссёра Дэвида Шмеллера. Главную роль исполнил Клаус Кински, которого Бэнд впоследствии называл одним из своих любимых актёров.
В 1988 Empire Pictures была объявлена банкротом; в следующем году Чарльз Бэнд основал Full Moon Entertainment.
В марте 2009 года Бэнд объявил о намерениях снять ремейк «Повелителя кукол», что впоследствии и было сделано.

## Семья
- Дед — Макс Бэнд — европейский художник-пейзажист литовского происхождения.
- Отец — Альберт Бэнд[англ.] (1924—2002) — режиссёр, продюсер и сценарист.
- Младший брат — композитор Ричард Бэнд.
- Сын — Алекс Бэнд, вокалист группы The Calling.

## Избранная фильмография

### Режиссёр
- 1982 — «Паразит» / Parasite
- 1983 — «Металлический шторм: Крах Джаред-Сина» / Metalstorm: The Destruction of Jared-Syn
- 1990 — «Меридиан» / Meridian: Kiss of the Beast
- 1990 — «Бей и жги» / Crash And Burn
- 2003 — «Повелитель кукол: Наследие» / Puppet Master: The Legacy

### Продюсер
- 1978 — «Лазерный взрыв» / Laserblast
- 1985 — «Солдаты вне времени» / Zone Troopers
- 1986 — «Тролль» / Troll
- 1986 — «Затаившийся» / Crawlspace
- 1986 — «Извне» / From Beyond
- 1987 — «Куклы» / Dolls
- 1987 — «Крипозоиды» / Creepozoids
- 1987 — «Тюрьма» / Prison
- 1988 — «Ужас подземелья» / Cellar Dweller
- 1988 — «Гоблины 2» / Ghoulies II
- 1988 — «Город-призрак» / Ghost Town
- 1989 — «Незваный гость» / Intruder
- 1989 — «Доктор с чужой планеты» / Dr. Alien
- 1989 — «Арена» / Arena
- 1989 — «Повелитель кукол» / Puppetmaster
- 1989 — «Роботы-бойцы» / Robot Jox
- 1990 — «Теневая зона» /  Shadowzone
- 1990 — «Меридиан» / Meridian: Kiss of the Beast
- 1990 — «Бей и жги» / Crash And Burn
- 1990 — «Повелитель кукол 2» /  Puppet Master II
- 1991 — «Колодец и маятник» / The Pit and the Pendulum
- 1991 — «Подвиды» / Subspecies
- 1991 — «Повелитель кукол 3: Месть Тулона» / Puppet Master III: Toulon’s Revenge
- 1992 — «Мир иной» /  Netherworld
- 1992 — «Демонические игрушки» /  Demonic Toys
- 1992 — «На опасной волне» / Bad Channels
- 1993 — «Подвиды 2: Камень крови» / Bloodstone: Subspecies II
- 1993 — «Аркада» / Arcade
- 1993 — «Человек-робот» / Mandroid
- 1993 — «Дистанционное управление» / Remote
- 1993 — «Повелитель кукол 4» / Puppet Master 4
- 1994 — «Подвиды 3: Жажда крови» / Bloodlust: Subspecies III
- 1994 — «Сокрытый ужас» / Lurking Fear
- 1994 — «Мир драконов» / Dragonworld
- 1994 — «Восхождение тёмного ангела» / Dark Angel: The Ascent
- 1994 — «Повелитель кукол 5: Последняя глава» / Puppet Master 5
- 1995 — «Урод в замке» / Castle Freak
- 1998 — «Крикун» / Shrieker
- 1998 — «Проклятие хозяина марионеток» / Curse of the Puppet Master
- 1999 — «Мумия: Древнее зло» / Ancient Evil: Scream of the Mummy
- 1999 — «Повелитель кукол 7: Ретро» /  Retro Puppet Master
- 2000 — «Эксперимент в Сент-Фрэнсисвилле» / The St. Francisville Experiment
- 2000 — «Клоун-убийца» / Killjoy
- 2000 — «Погреб» / The Vault
- 2001 — «Крик: Последняя глава» /  Final Stab
- 2001 — «Братство 2: Юные чернокнижники» / The Brotherhood 2: Young Warlocks
- 2002 — «Клоун-Убийца 2: Освобождение от зла» / Killjoy 2: Deliverance from Evil
- 2003 — «Повелитель кукол: Наследие» / Puppet Master: The Legacy